# Лісево (Вжесінський повіт)
Лісево (пол. Lisewo) — село в Польщі, у гміні Пиздри Вжесінського повіту Великопольського воєводства.
Населення — 476 осіб (2011).
У 1975—1998 роках село належало до Конінського воєводства.

## Демографія
Демографічна структура станом на 31 березня 2011 року:
|          | Загалом | Допрацездатний вік | Працездатний вік | Постпрацездатний вік |
| -------- | ------- | ------------------ | ---------------- | -------------------- |
| Чоловіки | 228     | 58                 | 152              | 18                   |
| Жінки    | 248     | 55                 | 143              | 50                   |
| Разом    | 476     | 113                | 295              | 68                   |